# 小果秀丽莓
小果秀丽莓（学名：Rubus amabilis var. microcarpus）为蔷薇科悬钩子属下的一个变种。

## 扩展阅读
- 維基物種上的相關：小果秀丽莓